# Mengenunterscheidung bei Tieren

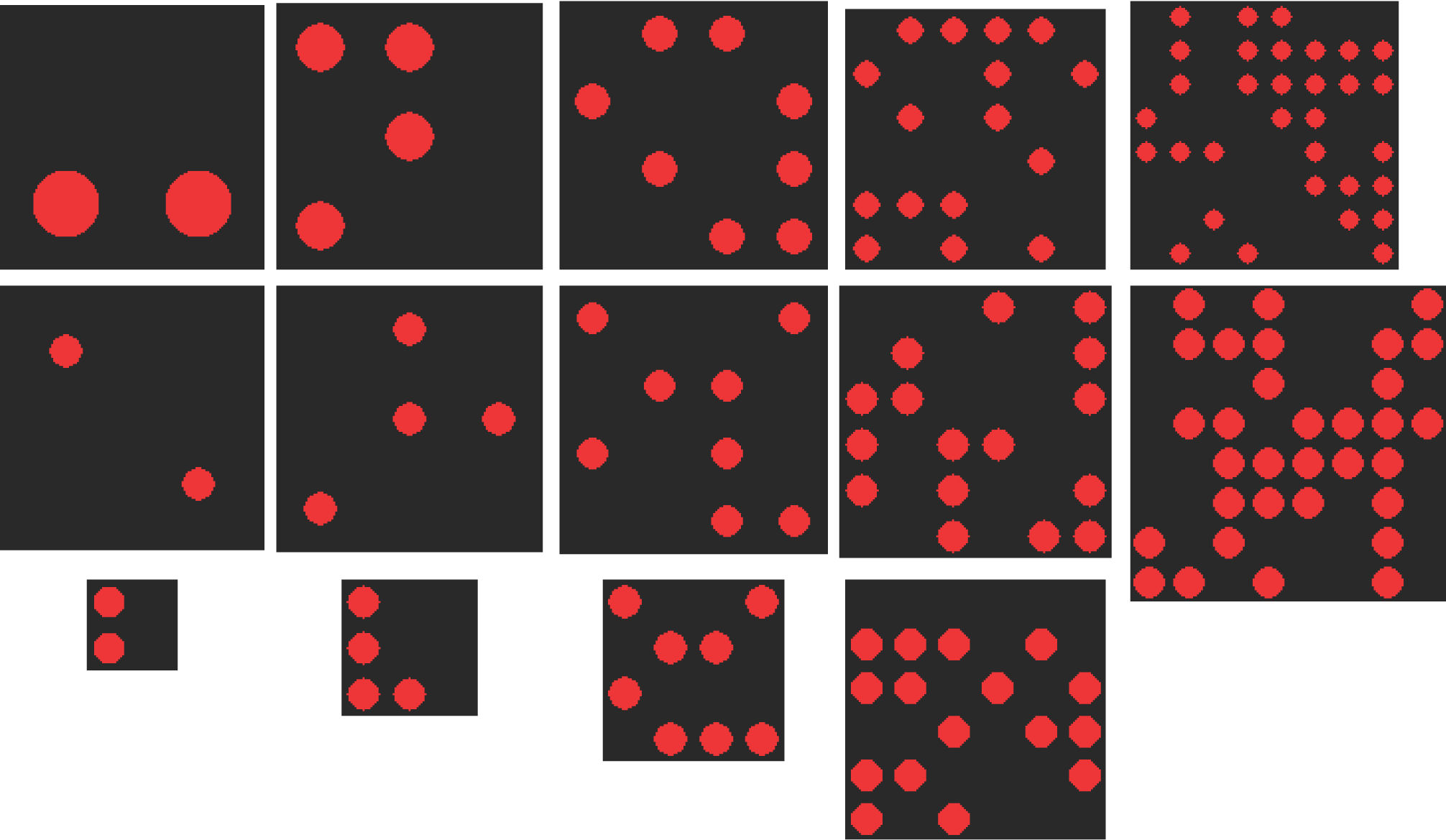
Beispiele für die Anordnung von Punkten (2, 4, 8, 16, und 32), anhand derer die Unterscheidung von Anzahlen bei Rhesusaffen untersucht wurde

Die Unterscheidung von Mengen bei Tieren (engl.: numerosity) sowie die Generalisierung von Anzahlen (engl.: number estimation) wurde in zahlreichen, voneinander unabhängigen verhaltensbiologischen Experimenten nachgewiesen. Insbesondere einige in Japan und in den USA mit Schimpansen – den nächsten Verwandten des Menschen – durchgeführte Studien lassen den Schluss zu, dass einfache mathematische Fähigkeiten nicht auf den Menschen beschränkt sind. Der Nachweis, dass Tiere unterschiedlicher Arten fähig sind, Anzahlen (und einige von ihnen auch Zahlen) zu unterscheiden, könnte, wenn eines Tages hinreichend viele Studien vorliegen sollten, einen Hinweis darauf geben, wie sich die Fähigkeit zum Rechnen im Verlauf der Stammesgeschichte der Arten entwickelt hat.
Kopfrechnen und die Anwendung komplexer mathematischer Formeln sind zwar kulturelle Leistungen und kommen vermutlich nicht ohne die Fähigkeit zum Benutzen einer Sprache aus. Ein Gespür für mehr oder weniger sowie die Fähigkeit, Anzahlen zu schätzen, sind hingegen nicht an Sprache gekoppelt („Zahlensinn“). Das Unterscheiden von Quantitäten dürfte – neben der Wahrnehmung von Raum und Zeit – eine der elementarsten Voraussetzungen dafür sein, dass Tiere zum Beispiel bei der Futtersuche angemessen auf ihre Umwelt reagieren können.
Experimente mit Säuglingen belegen, dass bereits drei Monate alte Babys unterschiedlich große Mengen voneinander unterscheiden können. Allerdings lassen „diese Erkenntnisse über erste Fähigkeiten von Kindern zur Mengenunterscheidung [...] kaum Rückschlüsse zu, inwieweit man hier von einem Verständnis für Mengen im mathematischen Sinne sprechen kann.“

## Erste Studien
Untersuchungen zur „Relationserfassung“ oder zum „Zahlenverständnis“ von Tieren wurden bereits Anfang des 20. Jahrhunderts – vor der Etablierung des akademischen Faches Tierpsychologie – durchgeführt und bildeten damals die Brücke zur Psychologie des Menschen. Es entstand „eine ausgedehnte Literatur über dieses Phänomen“: Allein im Jahr 1913 wurden mehr als 500 Berichte veröffentlicht, berichtete der Münchener Physiologe Otto Frank 1914 in der Deutschen Medizinischen Wochenschrift. Frank publizierte zugleich genaue Vorschläge, wie man mit Hilfe sorgfältig durchgeführter Tests die angeblich mathematischen Fähigkeiten von Tieren als Selbstbetrug ihrer Besitzer entlarven könnte. Frank führte das Fehlen solcher Tests darauf zurück, dass sich „die Psychologie noch in der ersten Entwicklung befindet und man wünschen möchte, daß eine bestimmte Richtschnur zur Beurteilung der Denkleistungen der Tiere zur Verfügung stünde.“

### „Kluge“ Hunde und Pferde
In seiner 1914 veröffentlichten Übersichtsarbeit hatte Otto Frank am Beispiel des Hundes Rolf aus Mannheim zudem festgestellt: „Nicht der Gelehrte, sondern ein erfahrener Zirkusdirektor oder ein geschickter Detektiv scheint in erster Linie zur Aufklärung berufen. Das wissenschaftlich Interessante liegt mehr in der Psychologie der handelnden Personen.“ Eine sehr umfangreiche Verhaltensanalyse des „denkenden Hundes Rolf von Mannheim“ wurde daraufhin im August 1916 in der Münchener Medizinischen Wochenschrift publiziert. Jener Rolf galt zuvor – auch nach Ansicht „einer größeren Anzahl von bedeutenden Psychologen“ – als befähigt, sich mit Hilfe eines „Klopfalphabetes“ (einer Art Morsealphabet) mit den Menschen zu verständigen. Angeblich konnte der Hund rechnen und lesen, Briefe und Gedichte diktieren, ja seine Autobiografie verfassen. Tatsächlich war es – der Verhaltensanalyse zufolge – die Mimik der Besitzerin des Hundes, die dessen Klopfen steuerte. Über den Hund eines Bauernjungen aus der Nähe von Zeitz (heute Sachsen-Anhalt), der rund 30 Wörter sprechen konnte, hatte 1715 auch Gottfried Wilhelm Leibniz berichtet, nachdem er Augen- und Ohrenzeugen dieses kuriosen Phänomens geworden war.
Wegen solcher angeblicher Wundertiere musste sich die neu entstehende Tierpsychologie in den 1920er- und 1930er-Jahren den Rang einer ernstzunehmenden Wissenschaft erst mühsam erkämpfen, da ihre Tierexperimente und -dressuren in den Augen der Akademiker gewissermaßen in Konkurrenz zu pseudowissenschaftlichen Jahrmarktsdarbietungen standen. Bernhard Hassenstein schrieb 1974 in seinem Nachruf auf Otto Koehler:
„Besonderes Aufsehen erregten die so genannten klugen Tiere: die Elberfelder Pferde, sowie Rolf, Lumpi, Fips, Kurwenal, Isolde und – bis 1938 – weitere rund 80 Hunde, die scheinbar jedes Menschenwort verstanden, rechneten, Wurzeln zogen und buchstabierten. Auf die Frage eines Theologieprofessors: Welches ist deine Weltanschauung? antwortete der Dackel Kurwenal: Meine ist die Eure! – Dass diese Wundertiere nur so lange klopften oder bellten, bis ihnen ihre Besitzer, meistens unbewusst, ein Zeichen gaben aufzuhören, ihnen also ihre eigenen Antworten diktierten, war mehrfach erwiesen. Umso entschiedener setzten sich die Gekränkten für ihre Lieblinge ein, und selbst ein Professor der Zoologie diskutierte mit Überzeugung ‚Die zahlensprechenden Hunde als Domestikationserscheinung…‘“

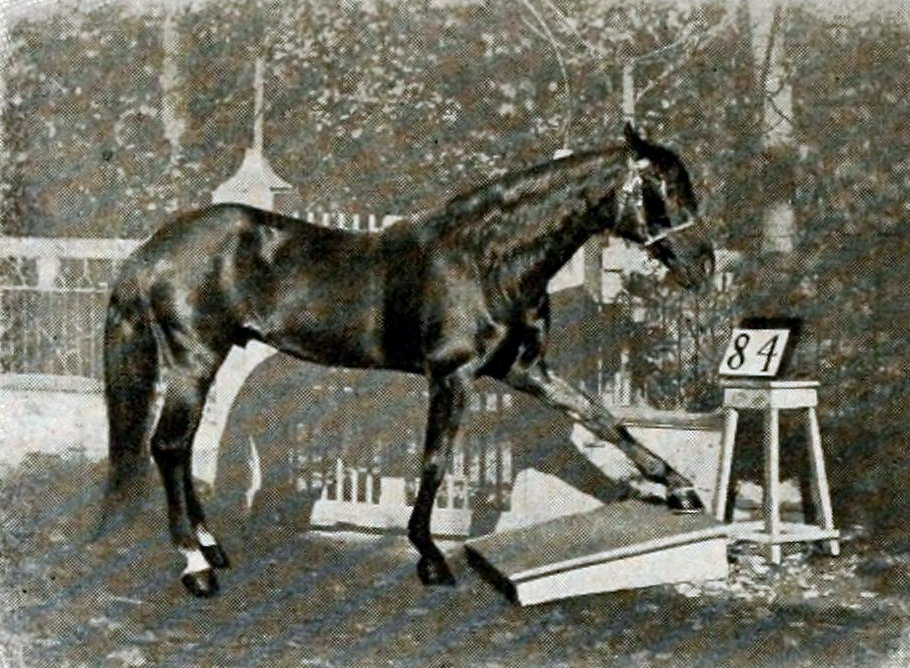
Der Kluge Hans gibt Zahlen an

Zu besonderer Bekanntheit hatte es damals der Kluge Hans gebracht, ein Pferd, von dem es hieß, es könne zählen. Es stellte sich jedoch heraus, dass das Tier nur hochsensibel auf Gesichtsausdrücke und Körperhaltungen von Menschen reagierte.
Im Jahre 2008 wiesen Forscherinnen der University of Essex dann aber nach, dass Pferde tatsächlich Quantitäten unterscheiden können: Im Wahlversuch zwischen beispielsweise 6 und 4 Äpfeln (sowie 2 gegen 1, 3 gegen 2) entschieden sich die Pferde jeweils für die größere Anzahl. Hunde hingegen bevorzugen laut einer 2013 publizierten Studie in solchen Wahlversuchen in der Regel nicht die größere Portion an dargebotenem Futter; allerdings waren laut einer älteren Studie zumindest einzelne Testtiere hierzu in der Lage. Ferner scheinen verwilderte Haushunde die Größe eines ‚feindlichen‘ Hunderudels abschätzen zu können. Für Wölfe wurde von österreichischen Forschern wiederum belegt, dass sie die Größe von Futtermengen unterscheiden (zum Beispiel 1:3) und im Wahlversuch bevorzugt die größere Futtermenge aufsuchen; daraus wurde geschlossen, dass Hunde diese Fähigkeit im Verlauf der Domestikation verloren haben.
Die Beobachtungen bei Pferden und anderen „klugen“ Tieren führten letztlich „zu einer Revolution in der Verhaltensforschung: Bei Studien zu kognitiven Fähigkeiten von Tieren hat jeder Augen- oder Gesichtskontakt strikt zu unterbleiben.“

### „Zählversuche“ mit Vögeln
Werner Fischel, ab 1941 der erste Dozent für Tierpsychologie in Deutschland, publizierte 1926 seine bei Otto Koehler an der Universität München verfasste Doktorarbeit unter dem Titel: „Haben Vögel ein ‚Zahlengedächtnis‘?“ Otto Koehler und seine Mitarbeiter waren die ersten, die in zahlreichen Veröffentlichungen „Zählversuche“ speziell von Vögeln dokumentierten, die Koehler wiederholt mit exakten naturwissenschaftlichen Methoden untersuchte. So lernten Tauben und Wellensittiche beispielsweise, je nach verschiedenfarbigen Anweisern, entweder 2 oder 4 Köder aufzunehmen. Einem gezähmten Kolkraben brachte Koehler bei, unter mehreren Gefäßen stets dasjenige auszuwählen, auf dessen Deckel sich fünf Punkte befanden, wobei Form, Größe und Lage der Punkte von Versuch zu Versuch verändert wurden. Der Graupapagei Jako reagierte auf akustische und visuelle Reize, indem er beispielsweise nach 3 Lichtblitzen 3 Köder aus den dargebotenen Schälchen entnahm, zudem unterschied er Ein- von Zweiklängen.
Otto Koehler zufolge reichte das Unterscheiden von Anzahlen stets bis zu bestimmten oberen Grenzen: bei Tauben 5, bei Wellensittichen und Dohlen 6, bei Amazonenpapageien, Elstern und Kolkraben 7, beim Graupapagei 8. Diese Daten wurden von anderen Forschern im Wesentlichen bestätigt. Da auch der Mensch etwa 7 Informationseinheiten gleichzeitig in seinem Kurzzeitgedächtnis behalten kann (die sogenannte Millersche Zahl), vermutete Bernhard Hassenstein 1974, dass das Vermögen, Anzahlen zu unterscheiden, bei Menschen und Tieren „einer gemeinsamen Wurzel entstammt“, schließlich könnten unter gleichartigen Versuchsbedingungen „Menschen etwa dasselbe leisten wie diese Tiere“.

### Frühe Versuche mit Ratten
Die Experimente Otto Koehlers mit Vögeln wurden in den 1930er- und 1940er-Jahren von anderen Forschergruppen weder reproduziert noch fortgeführt. Vor allem in den USA war die Verhaltensforschung zudem durch behavioristische Forschungsansätze geprägt, die zunächst kein Interesse an Fragestellungen zu angeborenen, anscheinend kognitiven Leistungen von Tieren aufkommen ließen. Dennoch war es dann aber gerade einer der Pioniere des aus dem Behaviorismus abgeleiteten, sogenannten programmierten Lernens, der US-amerikanische Psychologe Francis Mechner von der Columbia University, der Anfang der 1960er-Jahre ein überzeugendes Nachweisverfahren zum Unterscheiden von Quantitäten entwickelte, und zwar bei Ratten.
Mechner schloss jeden möglichen Einfluss des Versuchsleiters auf das Verhalten der Testtiere dadurch aus, dass er eine so genannte Skinner-Box benutzte. Hungrige Ratten fanden in dieser geschlossenen Versuchsapparatur zwei Hebel vor, die sie mit Schnauze oder Pfoten drücken konnten. Wurde Hebel 2 gedrückt, gab ein Automat ein wenig Futter frei – allerdings nur dann, wenn zuvor auch Hebel 1 gedrückt worden war. In unterschiedlichen Versuchsansätzen wurde die Zahl der nötigen Hebeldrücke auf Hebel 1 variiert: Einige Tiere erhielten ihre Futterbelohnung erst, wenn sie zum Beispiel viermal Hebel 1 und danach Hebel 2 drückten, andere Tiere mussten achtmal Hebel 1 und dann erst Hebel 2 drücken, um etwas Futter zu erhalten.
Nach einigem Training drückten die Testtiere tatsächlich im Mittel vier- bzw. achtmal Hebel 1 und dann erst Hebel 2; auch 12- und 16-faches Hebeldrücken konnte ihnen beigebracht werden, wobei aber nicht jedes Testtier immer genau die vom Versuchsleiter vorgegebene Anzahl drückte. Rund 75 Prozent der 4er-Gruppe drückten drei bis sechs Mal den Hebel, in der 8er-Gruppe drückten etwa 75 Prozent der Testtiere sieben bis elf Mal den Hebel. Hieraus kann man ableiten, dass Ratten nur relativ grob eine bestimmte, erforderliche Anzahl von Aktionen erlernen können. Um auszuschließen, dass die Testtiere statt der Anzahl der Hebeldrücke eine bestimmte Zeitdauer kontinuierlichen Hebeldrückens lernten, wurden unterschiedlich hungrige Ratten getestet: Je hungriger die Tiere waren, desto hektischer drückten sie zwar die Hebel, ohne dass sich dies aber auf die Anzahl der Hebeldrücke auswirkte.
Andere Ratten wurden in einem Tunnelsystem darauf dressiert, jeweils die vierte Abzweigung nach links zu wählen, und zwar unabhängig von den Abständen zwischen den Abzweigungen.
Zwei Forscher der Brown University, Russell Church und Warren Meck, veröffentlichten 1984 eine Studie, die nahelegt, dass Ratten nicht nur lernen können, eine bestimmte Anzahl von Hebeldrücken in einer bestimmten Situation auszuführen. Vielmehr können sie das Gelernte auch auf eine neue Situation übertragen; vermenschlichend ausgedrückt könnte man sagen: Die Tiere verallgemeinern das gelernte Verhalten. Die Forscher brachten den Tieren zunächst bei, nach zwei Tönen den linken Hebel zu drücken und nach vier Tönen den rechten. Danach lernten die Tiere zusätzlich, nach zwei Lichtblitzen den linken Hebel zu drücken und nach vier Lichtblitzen den rechten. Schließlich wurden den Ratten während einiger Tests sowohl Töne als auch Lichtblitze präsentiert, und die Ratten drückten den linken Hebel auch dann, wenn ihnen ein Lichtblitz plus ein Ton bzw. den rechten, wenn zwei Lichtblitze plus zwei Töne dargeboten wurden.

## Wirbellose

### Honigbienen
Honigbienen (Apis mellifera) sind bekannt dafür, dass sie sich an Landmarken orientieren, wenn sie wiederholt ertragreiche Futterpflanzen anfliegen. Forscherinnen der Australian National University trainierten Bienen darauf, in einen Tunnel zu fliegen, in dem gelbe Striche oder Punkte als Markierung für eine bestimmte Anzahl von Futterstellen dienten. Die Versuchsbienen lernten, eine bestimmte Futterstelle (an der ersten, zweiten oder dritten usw. Markierung) anzufliegen, wobei die Abstände zwischen den Markierungen und die Form der Markierungen veränderlich waren. Der eigentliche Test bestand darin, dass die trainierten Bienen in den Tunnel flogen, ohne dass an der gewohnten Futterstelle Futter bereit lag. Die Tests ergaben, dass Bienen sich die Anzahl zu überfliegender Landmarken – unabhängig von deren Form und deren Entfernung zueinander – merken können, jedoch nicht mehr als vier Landmarken.
Ein gemeinsames Experiment von Forschern der Australian National University und der Würzburger Arbeitsgruppe von Jürgen Tautz ergab, dass Honigbienen Anzahlen von bis zu vier Symbolen unterscheiden können, nicht aber größere Anzahlen wie vier gegen fünf oder vier gegen sechs Symbole. Die Bienen lernten zunächst, dass hinter einer Tafel, auf der zwei blaue Punkte abgebildet waren, eine Belohnung (Zuckerwasser) versteckt war. Den so konditionierten Testtieren wurde dann zugleich eine Tafel mit zwei Symbolen und eine weitere Tafel mit beispielsweise vier Symbolen zur Auswahl gestellt: Die trainierten Tiere flogen jeweils die Tafel mit den zwei Symbolen an. In weiteren Experimenten konnten die Bienen auf Quantitäten bis zu vier Symbolen konditioniert werden. Außerdem wurden Testtieren, die auf eine bestimmte Quantität blauer Punkte konditioniert waren, beispielsweise Tafeln mit gelben Sternen oder grünen Blättern zur Auswahl gestellt: Auch unter solchen veränderten Bedingungen blieb die Unterscheidungsfähigkeit für die zuvor gelernte Quantität erhalten. Die Autoren erläuterten, dass ihre Studie erstmals bei Insekten die Fähigkeit zum Unterscheiden von Quantitäten nachgewiesen habe.
2018 wurde in Science berichtet, dass Bienen zudem das „Konzept Null“ beherrschen können. Den Testtieren wurden zunächst jeweils zwei Bilder mit schwarzen Objekten auf weißem Hintergrund präsentiert, und sie wurden mit Futter belohnt, wenn sie das Bild mit der kleineren Anzahl schwarzer Objekte anflogen. Nach erfolgtem Training wurde ihnen erstmals ein rein weißes Bild und eines mit zwei oder drei schwarzen Objekten präsentiert: In 64 Prozent aller Testflüge – also überzufällig häufig – wurde das „leere“ Bild angeflogen.
2019 wurden Hinweise darauf publiziert, dass Bienen zur Addition und Subtraktion befähigt sind. 14 frei fliegende Testtiere wurden zunächst mit Hilfe einer Futterdressur trainiert, in der Testapparatur durch ein Einflugloch in eine kleine Kammer und danach entweder nach links oder nach rechts durch jeweils ein weiteres Loch in eine zweite Kammer zu fliegen. In der anschließenden Testsituation wurde neben dem ersten Einflugloch eine kleine graue Tafel mit farbigen geometrischen Symbolen (Quadraten) als Test-Stimulus angebracht. Zeigte diese Tafel zum Beispiel drei blaue Quadrate, wurde neben einem der beiden inneren Fluglöcher eine Tafel mit vier blauen Symbolen (korrekte Reaktion) und neben dem zweiten inneren Flugloch eine Tafel mit zum Beispiel fünf oder zwei blauen Symbolen (falsche Reaktion) angebracht. In ähnlicher Weise wurde überprüft, ob dieselben Testtiere nach Darbietung eines Test-Stimulus von zum Beispiel drei gelben Symbolen das mit zwei gelben Symbolen markierte innere Flugloch (korrekte Reaktion) durchfliegen oder das alternative innere Flugloch, das zum Beispiel mit einem oder mit vier gelben Symbolen (falsche Reaktion) markiert war. Das Ergebnis: Eine statistische Analyse ergab, dass Bienen die beiden Farben als Symbole für Addition und Subtraktion erkannten und dass sie fähig sind, „plus eins“ und „minus eins“ im Zahlenraum bis 5 zu berücksichtigen. 2022 wurde mit ähnlicher Methodik eine vergleichbare Fähigkeit bei Fischen nachgewiesen.

### Spinnen
Das Beutemachen von jungen Springspinnen der Art Portia africana, ein Verhalten, das gegen Nester der Art Oecobius amboseli (Oecobiidae) gerichtet ist, wurde in einer umfangreichen Laborstudie analysiert. Bekannt war bereits, dass häufig zwei Jungtiere von Portia africana gemeinsam im Nest der Beute fressen. Die Versuchsanordnungen ergaben, dass ein Testtier von Portia africana am ehesten dann in ein Nest der Beute-Art eindringt, wenn dort genau ein Individuum ihrer eigenen Art sitzt. Statistisch signifikant seltener sucht Portia africana das Nest auf, wenn sich dort bereits zwei oder drei Individuen der eigenen Art aufhalten oder wenn noch gar kein Individuum der eigenen Art im Nest vorhanden ist.

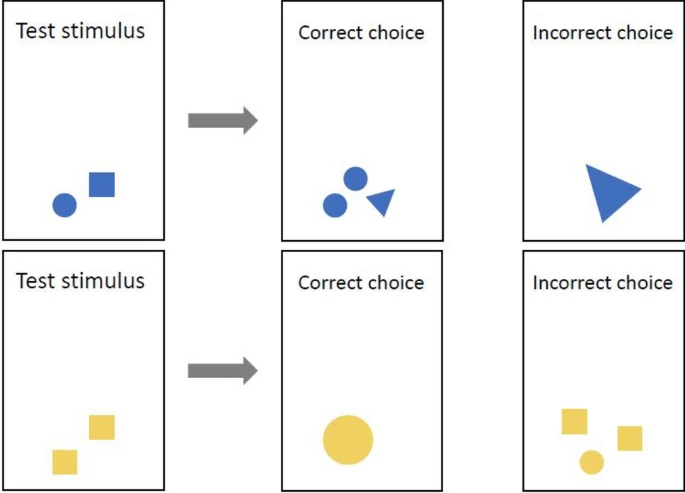
Beispiele für Addition (oben) und Subtraktion (unten): links der Test-Stimulus, mittig die korrekte Wahl, rechts die falsche Wahl

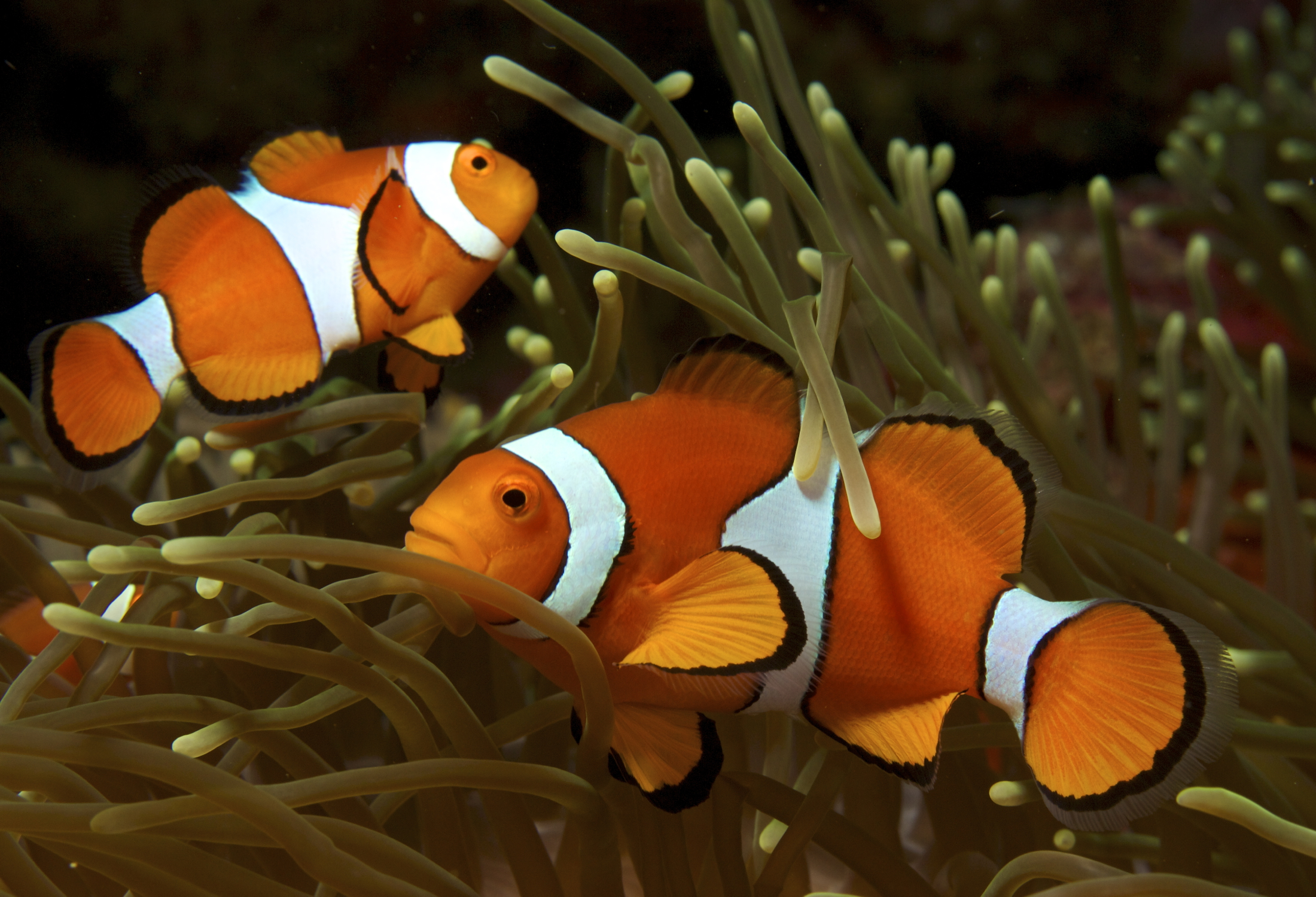
Falscher Clownfisch (Amphiprion ocellaris)

## Fische
Gambusen (Moskitofische) der Art Gambusia holbrooki schließen sich, wann immer möglich, zu Schwärmen zusammen, wobei Einzeltiere jeweils zum größten von mehreren Schwärmen schwimmen. Psychologen der Universität Padua nutzten dieses Verhalten, um zu testen, wie groß die Differenz zwischen zwei Schwärmen sein muss, um von einem einzelnen Tier noch unterschieden zu werden. Sie wiesen nach, dass im Labor gehaltene Fische Schwärme von 3 Individuen gegen solche von 4 Individuen unterscheiden können, nicht aber ein Verhältnis von 4:5. Auch ein Verhältnis von 2:4, 4:8 und 8:16 erwies sich als unterscheidbar. Eine weitere Studie ergab, dass diese Tiere auch kleine Anzahlen von abstrakten Symbolen (2:3) unterscheiden können.
In der Bonner Arbeitsgruppe der Zoologin Vera Schluessel wurde bei Blauen Malawibuntbarschen (Maylandia zebra) und Pfauenaugen-Stechrochen (Potamotrygon motoro) mit Hilfe einer Futterdressur überprüft, ob sie lernen, nach Darbietung eines Test-Stimulus von zum Beispiel zwei blauen geometrischen Symbolen durch eine Öffnung und dahinter gezielt zu einem Bild mit drei blauen Symbolen zu schwimmen und nicht zu einem gleichfalls dargebotenen Bild mit einem blauen Symbol. In ähnlicher Weise wurde überprüft, ob dieselben Testtiere nach Darbietung eines Test-Stimulus von zum Beispiel zwei gelben geometrischen Symbolen lernen, gezielt zu einem Bild mit einem einzigen gelben Symbol zu schwimmen und nicht zu einem gleichfalls dargebotenen Bild mit drei gelben Symbolen. Bei den Symbolen handelte es sich um beliebig kombinierbare Kreise, Quadrate und Dreiecke. Das Ergebnis: Sechs von zehn trainierten Buntbarschen und vier von zehn Stechrochen wurden erfolgreich trainiert und erkannten die beiden Farben als Symbole für Addition und Subtraktion. In einem zweiten Schritt wurde experimentell nachgewiesen, dass die Fähigkeit zum Berücksichtigen von „plus eins“ und „minus eins“ im Zahlenraum bis 5 vorhanden ist. Mit vergleichbarer Methodik waren zuvor bereits Honigbienen mit vergleichbaren Ergebnissen getestet worden.
Der sogenannte Falsche Clownfisch (Amphiprion ocellaris) reagiert unterschiedlich aggressiv auf andere Clownfische, die in eine von ihm ‚bewohnte‘ Seeanemone eindringen, ja nachdem zu welcher Art diese Eindringlinge gehören. Forscher des Okinawa Institute of Science and Technology (OIST – 沖縄科学技術大学院大学) fanden heraus, dass gegen Individuen der eigenen Art häufigeres und ausdauernderes aggressives Verhalten gezeigt wird als gegen Individuen anderer Arten der Gattung Amphiprion. Experimente mit Plastikmodellen ergaben, dass die Fische die unterschiedlichen Anemonenfisch-Arten anhand der Anzahl ihrer vertikalen, weißen Querstreifen unterscheiden: Gegen Fische mit drei Streifen – wie bei ihnen selbst – war die Aggressivität am höchsten, während sie gegen Fische mit zwei oder nur einem Streifen geringer und gegen Fische ohne Streifen am niedrigsten war.

## Amphibien
Auch Rotrücken-Waldsalamander (Plethodon cinereus), also Amphibien, können unterschiedlich große Anzahlen voneinander unterscheiden. Dies geht aus einer Studie hervor, die eine Forschergruppe um Claudia Uller von der University of Louisiana at Lafayette im Jahr 2003 in der Zeitschrift Animal Cognition publizierte. Den Testtieren wurde jeweils gleichzeitig in zwei Glasröhren eine unterschiedlich große Anzahl von Fruchtfliegen als Futter dargeboten, zum Beispiel eine Fliege im einen Röhrchen und zwei Fliegen im anderen Röhrchen. Die Testtiere waren ohne vorheriges Training in der Lage, diese unterschiedlich großen Futtermengen voneinander zu unterscheiden und das Röhrchen mit der größeren Anzahl Fliegen anzusteuern. Sie waren in der Lage, sowohl das Verhältnis von 1:2 als auch von 2:3 zu unterscheiden, nicht aber das Verhältnis von 3:4 und von 4:6.
Die Forscher deuteten die Ergebnisse ihrer Arbeit als Ausdruck einer im Tierreich weit verbreiteten Tendenz, jeweils die größere Futtermenge aufzusuchen. Diese Neigung sei angeboren, da sie ohne Übung auftrete und mindestens voraussetze, dass eine größere Futtermenge von einer kleineren unterschieden werden könne. Bei kleinen Quantitäten beruhe diese Unterscheidungsfähigkeit aber nicht auf bloßem Abschätzen, sondern auf genauem Unterscheiden der Unterschiede. Da das Verhältnis 2:3 unterschieden werde, nicht aber das Verhältnis 4:6, gehen die Forscher davon aus, dass tatsächlich die genaue „Anzahl“ der Objekte (2 oder 3) das Verhalten der Tiere beeinflusste und nicht allein das mengenmäßige Verhältnis der Futtertiere in den beiden Glasröhrchen. Bei Salamandern scheint die zuverlässig unterscheidbare Anzahl von Objekten also bei maximal 3 zu liegen.

## Vögel

### Krähen
Drei Aaskrähen (Corvus corone) wurden an der Universität Tübingen trainiert, eine bestimmte Anzahl von Rufen von sich zu geben, nachdem sie durch ein visuelles oder ein auditives Zeichen dazu aufgefordert worden waren. Jedem Vogel wurde nach einem Startsignal (+) die arabische Ziffer 1 oder 2 oder 3 oder 4 gezeigt, woraufhin die Testtiere 1, 2, 3 oder 4 Rufe erzeugten und ihre Rufsequenz mit dem Picken auf einen Bestätigungsknopf abschlossen. In einem zweiten Experiment wurde jeweils eine von vier Tonfolgen abgespielt, die ebenfalls eine der Tonfolge zugeordnete Antwort von 1, 2, 3 oder 4 Rufen bewirkte. Alle drei Krähen bestanden beide Dressurexperimente, konnten also einen vorgegebenen Reiz mit einer erlernten Anzahl von Rufen verbinden. Als bemerkenswert wurde ferner herausgestellt, dass die Latenzzeit – die Zeitspanne zwischen Reiz und erstem Ruf – umso länger war, je mehr Rufe geäußert werden mussten. Von der gleichen Arbeitsgruppe war zuvor bereits berichtet worden, dass Aaskrähen im Experiment unterschiedliche Anzahlen von Punkten unterscheiden können, die ihnen auf einem Bildschirm vorgespielt wurden.

### Küken
Küken von Haushühnern verfügen, wenn sie aus dem Ei schlüpfen, über kein angeborenes Bild ihrer Artgenossen; vielmehr lernen sie diese erst unmittelbar nach dem Schlüpfen – durch Prägung – zu erkennen. Im Experiment können Küken daher auch auf Menschen oder auf unbelebte Gegenstände geprägt werden. Zudem schließen sich Küken, wann immer möglich, der jeweils größten von mehreren Gruppen ihrer Artgenossen an. Beide Sachverhalte nutzten Forscher der Universität Padua, um das Zählvermögen frisch geschlüpfter, weitestgehend erfahrungsloser Küken zu testen. Sie prägten die Küken zunächst auf kleine Bälle und setzen die Tiere danach auf ein Podest, von dem aus sie zwei Gruppen dieser Bällchen sehen konnten. Anschließend wurden die Bällchen jeweils hinter einen Schirm gelegt, so dass sie von den Küken nicht mehr wahrgenommen werden konnten. Danach wurden – für die Küken sichtbar – einzelne Bällchen vom einen Versteck ins andere gelegt. Durch diesen Versuchsaufbau sollte geklärt werden, ob die Küken mitzählen, wo sich nach den Umlagerungen die größte Anzahl ihrer „Artgenossen“ versteckt hat. Tatsächlich suchten die Küken nach solchen Umlagerungen jeweils die größere Gruppe von Bällchen auf. Ohne jedes vorherige Lernen konnten die Küken entscheiden, dass {\displaystyle 4-2} kleiner war als {\displaystyle 1+2}, dass {\displaystyle 0+3} größer war als {\displaystyle 5-3} und dass {\displaystyle 4-1} größer war als {\displaystyle 1+1}. Demnach scheint bei ihnen die Fähigkeit zum Addieren und Subtrahieren eine angeborene Eigenschaft zu sein.

### Tauben
Auch aus Experimenten an Tauben ist bekannt, dass sie kleine Quantitäten präziser voneinander unterscheiden als große. Der kanadische Forscher William Roberts analysierte daher eine analoge Form der Reizverarbeitung: das Verhalten in Abhängigkeit von der Dauer eines Reizes. Er dressierte Tauben darauf, gegen einen roten Hebel zu picken, wenn eine Lichtquelle kurz (zum Beispiel eine Sekunde) leuchtete. Wenn die Lichtquelle aber lang (zum Beispiel 16 Sekunden) leuchtete, mussten sie gegen einen grünen Hebel picken. Man hätte nun erwarten können, dass bei mittlerer Leuchtdauer von 8 oder 9 Sekunden von kurz auf lang (das heißt vom roten auf den grünen Hebel) gewechselt wird oder dass die Testtiere verwirrt sind und nur rein zufällig mal gegen rot und gegen grün picken. Tatsächlich geschah der Wechsel aber bei 4 Sekunden. Ferner wurde beobachtet, dass die Tiere eine Lichtdauer von 1 zu 4 Sekunden besser unterscheiden konnten als eine Lichtdauer von 13 zu 16 Sekunden, während sie 9 zu 10 Sekunden besser unterscheiden konnten als 7 zu 8 Sekunden. Der Forscher deutete diese Befunde dahingehend, dass eine Zeitspanne im Gehirn der Tauben nicht gleichförmig (linear) verarbeitet wird, sondern gewissermaßen logarithmisch. Würden die Tauben Zeitintervalle linear verarbeiten, müssten sie 1- oder 4-Sekunden-Intervalle jeweils gleich genau unterscheiden können. Bei einer Logarithmus-ähnlichen Reizverarbeitung hingegen würde ein 13:16-Intervall kleiner erscheinen als ein 1:4-Intervall, was die beobachtete Ungenauigkeit beim Unterscheiden des 13:16-Intervalls im Vergleich zum 1:4-Intervall erklären würde.
In einer weiteren Studie wurde Tauben auf einem Bildschirm eine unterschiedliche Anzahl unterschiedlich geformter Symbole gezeigt, zum Beispiel 4 gelbe Ovale, 8 grüne Quadrate, 5 blaue Punkte. Projiziert wurden jeweils zugleich zwei unterschiedlich große Anzahlen und unterschiedliche Symbole. Die Tauben lernten mit einer Genauigkeit von im Mittel 80 Prozent, jeweils zunächst die kleinere Anzahl – unabhängig von deren Form – durch Picken anzuzeigen und anschließend die größere Anzahl.

### Langbeinschnäpper
Frei lebende neuseeländische Langbeinschnäpper (Petroica australis) können einer Studie von Forschern der Victoria University zufolge Anzahlen wie beispielsweise 1 gegen 2, 2 gegen 3 und 4 gegen 6 unterscheiden. Forscher der Arbeitsgruppe von Simon Hunt hatten in freier Natur 14 Langbeinschnäpper getestet. Bei jedem Test wurden zwei unterschiedlich große Quantitäten von Würmern in zwei Gefäße gelegt und anschließend den Vögeln zum Fressen dargeboten. Die Vögel konnten stets beobachten, welche Anzahl von Würmern in das jeweilige Testgefäß gelegt wurde. Die Vögel suchten danach mit hoher Treffsicherheit das Gefäß mit der größeren Futtermenge auf: Bei der Alternative 1 Wurm gegen 2 Würmer wurden in fast 90 Prozent der Tests zunächst die 2 Würmer gefressen. Bei den Alternativen 2 gegen 3, 3 gegen 4 und 4 gegen 8 lag die Trefferquote noch bei 80 Prozent. Erst bei höheren Kombinationen (wie 6 gegen 8) näherte sich die Trefferquote dem Zufallswert von 50 Prozent.
In einem zweiten Test wurden bestimmte unterschiedliche Anzahlen von Würmern in die Testgefäße gesteckt, einige davon verschwanden jedoch durch eine Falltür aus dem Gefäß. Anschließend zeigte sich erneut, dass die Vögel zunächst das Gefäß mit der anfangs größeren Wurmzahl anflogen. Sie hielten sich an diesem Gefäß jedoch beispielsweise viermal so lange auf, wenn zunächst 2 Würmer darin gelegen hatten, die Vögel aber nur einen fanden, als wenn von Beginn an nur 1 Wurm darin abgelegt worden war. Die Forscher schlossen daraus, dass die Tiere tatsächlich mitgezählt und eine bestimmte Anzahl an Würmern erwartet hatten.

### Graupapageien
Die Fähigkeiten von Graupapageien, unterschiedlich große Quantitäten voneinander unterscheiden zu können, untersucht seit mehr als 25 Jahren die US-amerikanische Wissenschaftlerin Irene Pepperberg. Ihr Graupapagei Alex (1976–2007) lernte unter anderem, 50 ihm dargebotene Objekte korrekt durch eine spezielle Lautäußerung zu bezeichnen, dazu sieben Farben und fünf Formen.
Ihren Angaben zufolge konnte Alex auch einfache Additionen vornehmen und bis sechs zählen. In einem Experiment, bei dem zwei, drei und sechs verschiedenfarbige Objekte vor ihm lagen und er gefragt wurde, welche Farbe fünf (gleichfarbige) Objekte haben, antwortete Alex: None (‚keine‘). Hieraus schlussfolgerte die Forscherin ein zero-like concept (‚null-ähnliches Konzept‘) bei Alex und betonte zugleich, dass Null und Nichts keineswegs identisch seien.

### Fuchskolibris
Der in Nordamerika heimische Fuchskolibri ist tagaktiv, er ernährt sich vom Nektar der Blüten und besiedelt – als Zugvogel aus dem Winterquartier in Mexiko kommend – während der warmen Jahreszeit auch die Täler der Rocky Mountains. In einem Freilandexperiment wurden im Jahr 2017 neun Vögel kurz nach ihrer Ankunft im Westcastle Valley (Alberta, Kanada) markiert, nachdem sie eine leuchtend gelbe „künstliche Blume“ besucht und die von ihr angebotene Zuckerlösung verzehrt hatten. Die Testanordnung bestand aus zehn gleichartig in Reihe stehenden, 60 Zentimeter hohen Holzstäben, auf denen oberseits jeweils eine „Blüte“ angebracht war. Zunächst wurde nachts nur die erste Blüte in der Reihe mit Zuckerlösung präpariert, die – wenig überraschend – an den folgenden Tagen alsbald gezielt angeflogen wurde. Nach dieser Trainingsphase wurde jeweils eine andere, zufällig ausgewählte „Blüte“ mit Zuckerlösung präpariert: Die markierten Vögel flogen zunächst dennoch gezielt die erste Blüte in der Reihe an; sie hatten also die Position der Futterquelle gelernt und sich nicht allein am Geruch der Zuckerlösung orientiert. In weiteren Versuchsanordnungen wurde jeweils die zweite, dritte oder vierte „Blüte“ in der Zehnerreihe zunächst mehrfach mit Zuckerlösung präpariert und schließlich ohne dieses Nahrungsangebot belassen: Auch in diesem Fall flogen die Vögel zunächst die zuvor präparierte „Blüte“ an; sie sind folglich in der Lage, die Position eines Objektes in einer Reihe gleichartiger Objekte anhand numerischer Kriterien zu identifizieren.

## Säugetiere

### Waschbären
Stanislas Dehaene berichtet in seinem Buch Der Zahlensinn von einem Experiment, in dem Waschbären lernten, Rosinen aus einem durchsichtigen Kasten zu entnehmen – und zwar immer aus jenem Kasten, der drei Rosinen enthielt und nicht aus einem der benachbarten Kästen, in denen zwei oder vier Rosinen lagen.

### Amerikanische Schwarzbären
Drei Schwarzbären wurden vor einem Touchscreen darauf trainiert, unterschiedliche Anzahlen von sich bewegenden oder unbeweglichen Punkten zu unterscheiden. Dies gelang allen drei Tieren.

### Asiatische Elefanten
Dem vierzehnjährigen Asiatischen Elefanten Authai aus dem Ueno-Zoo wurden auf einem Touchscreen, den er mit der Spitze seines Rüssels bedienen konnte, jeweils zwei unterschiedliche Anzahlen von Bananen, Äpfeln oder Wassermelonen gezeigt, und er wurde mit Leckereien belohnt, wenn er auf die jeweils größere Anzahl deutete. Diese Früchte (0 bis 10) wurden nie einheitlich groß abgebildet, um sicherzustellen, dass die Wahl nicht anhand der bedeckten Fläche getroffen werden konnte. In 181 von 271 Wahlvorgängen (= 66,8 %) wurde die größere Menge korrekt angezeigt. Dabei war es unerheblich, wie groß der Abstand zwischen den dargestellten Anzahlen war, jedoch war der zeitliche Abstand zwischen Beginn eines Tests und Antwort umso länger, je geringer der Abstand zwischen den dargestellten Anzahlen war. Diese 2018 publizierte Studie bestätigte eine frühere Forschungsarbeit aus dem Jahr 2009, in der nachgewiesen worden war, dass Asiatische Elefanten bei bis zu sechs Objekten unterschiedlich große Mengen unterscheiden können.
Asiatische Elefanten können zudem allein anhand des Geruchs eine größere von einer kleineren Nahrungsmenge unterscheiden.

### Rhesusaffen
Im Jahre 1998 wiesen Elizabeth M. Brannon und Herbert S. Terrace in einer viel zitierten Studie bei Rhesusaffen nach, dass sie größere von kleineren Quantitäten unterscheiden können. Vergleichbare Befunde zum Verhalten der Anubispaviane wurden 2013 publiziert.
Die Arbeitsgruppe Primaten-Neurokognition von Andreas Nieder (Hertie-Institut für klinische Hirnforschung an der Universität Tübingen) untersuchte nicht-sprachliche Vorformen von numerischer Kompetenz bei Rhesusaffen. So trainierte sein Team in einem Test zwei Rhesusaffen darauf, bestimmte Anzahlen von Punkten zu unterscheiden, die ihnen auf einem Computerbildschirm gezeigt wurden. Zum Beispiel zeigte man den Tieren einen Kreis mit vier Punkten und nach einer Pause einen anderen Kreis, in dem sich entweder ebenfalls vier oder aber drei oder fünf Punkte befanden. Wenn die als zweites gezeigte Anzahl mit der ersten identisch war, ließ der Affe einen Hebel los und bekam eine Belohnung. War die Punktzahl unterschiedlich, hielt das Testtier den Hebel weiterhin und so lange gedrückt, bis ihm die identische Punktzahl präsentiert wurde.
Zugleich registrierten die Forscher mit Hilfe implantierter Mikroelektroden die Aktivität einzelner Nervenzellen in bestimmten Gehirnbereichen der Testtiere, in denen numerische Informationen verarbeitet werden: Im Sulcus intraparietalis – einem Scheitellappen der Großhirnrinde – sowie um den präfrontalen Cortex, einem Bereich des Stirnlappens. Nieders Team fand heraus, dass numerische Informationen zunächst im Sulcus intraparietalis verarbeitet und von diesem „vermutlich zum Präfrontalkortex weitergeleitet“ werden, wo sie verstärkt und im Kurzzeitgedächtnis behalten werden und so für die Kontrolle des Verhaltens bereitstehen. Ferner konnte auf diese Weise nachgewiesen werden, dass einzelne Nervenzellen auf die Verarbeitung bestimmter Quantitäten ‚geeicht‘ sind: Sie feuern dann besonders intensiv, wenn dem Tier ‚ihre‘ Quantität präsentiert wird. Bestimmte Neuronen haben demnach eine bestimmte ‚Lieblingsmenge‘.
In einer weiteren Studie wurde nachgewiesen, dass 20 Prozent der im präfrontalen Cortex von Rhesusaffen lokalisierten Neuronen aktiv sind, wenn die Testtiere zur Unterscheidung von Quantitäten angeregt werden. Die Forscher hatten zwei Affen darauf trainiert, einen Hebel zu bewegen, wenn die Anzahl von Punkten auf einem Bild größer war als eine zuvor gezeigte beziehungsweise wenn sie kleiner war als eine zuvor gezeigte. Im präfrontalen Cortex waren jeweils voneinander unterscheidbare Gruppen von Neuronen aktiv, abhängig davon, ob eine gezeigte Anzahl kleiner oder größer war als eine zuvor gezeigte.
Im Dezember 2007 berichteten zwei Forscherinnen der Duke University, dass Rhesusaffen-Weibchen und Studenten einfache Additionsaufgaben vergleichbar zuverlässig lösen können. Den Probanden wurden auf einem Touchscreen Gruppen von Punkten gezeigt, beispielsweise eine halbe Sekunde lang fünf Punkte, nach einer kurzen Pause drei Punkte und nach einer weiteren kurzen Pause zwei Kästchen mit acht beziehungsweise vier Punkten. Wenn das korrekte Kästchen angetippt wurde, gab es für die beiden Testtiere Fruchtsaft als Belohnung, die zwölf Studenten wurden pauschal honoriert. Insgesamt mussten von jedem Teilnehmer 40 derartige Additionsaufgaben gelöst werden. Die Menschen lösten 95 Prozent der Aufgaben, die Affen 75 Prozent. Fehler entstanden am ehesten, wenn die beiden angebotenen Lösungen sehr nah zueinander waren, also zum Beispiel aus elf beziehungsweise zwölf Punkten bestanden.

### Schimpansen
David Premack veröffentlichte 1981 zusammen mit Guy Woodruff in der Zeitschrift Nature eine Studie, die nahelegt, dass Schimpansen mit Bruchteilen von Quantitäten operieren können. Den Testtieren wurde beispielsweise ein halbvolles Glas gezeigt, und sie mussten dann auf ein anderes halbvolles Glas deuten und nicht auf ein zu drei Vierteln gefülltes. Nachdem die Tiere dies gelernt hatten, wurde ihnen ein halbvolles Glas gezeigt, danach aber ein halber Apfel und ein Dreiviertel-Apfel. Obwohl Äpfel und Gläser völlig anders aussehende Gegenstände sind, wiesen die Testtiere auf den halben Apfel; vermenschlichend ausgedrückt könnte man sagen: Die Schimpansen wussten, dass sich ein halber Kuchen zu einem ganzen Kuchen verhält wie das zur Hälfte gefüllte Glas zu einem ganzen Glas. Mit ähnlichem Erfolg konnten sie ein Viertel und drei Viertel unterscheiden. Wurde den Tieren in einem weiteren Experiment ein halbvolles Glas und zugleich ein Viertel-Apfel gezeigt, wurde anschließend häufiger auf einen Dreiviertel-Kreis gedeutet als auf einen ganzen Kreis.
1988 wurde die Schimpansin Sheba von Sally Boysen im Ohio State University Chimpanzee Center im Umgang mit Quantitäten und Zahlen trainiert. Sie war das erste Tier, bei dem man das Verständnis der Bedeutung von Null nachweisen konnte. Sie beherrscht die Zahlen bis 8 und hat in diesem Zahlenraum spontan Additionen ausgeführt. Nach Sheba wurden an der Ohio State University auch andere Schimpansen in vergleichbarer Weise mit dem Zählen und dem Benennen von Anzahlen vertraut gemacht. Dies geschah dadurch, dass den Tieren zum Beispiel beigebracht wurde, zunächst eine gewisse Anzahl Orangen einzusammeln und danach auf jene Zahl zu deuten, die der Anzahl an Orangen entsprach – also zum Beispiel nach dem Aufsammeln von vier Orangen auf die Ziffer 4 zu deuten. Sheba ist zudem das einzige bisher bekannte Tier, das Zahlen auch rein symbolisch addieren konnte: Wurde ihr die Ziffer 2 auf einem Bild gezeigt und die Ziffer 4 auf einem anderen, war sie vom ersten Versuch an in der Lage, anschließend auf die Ziffer 6 zu deuten. Anfang 2006 wurde das 1983 von Sally Boysen gegründete Ohio State University Chimpanzee Center aus Geldmangel aufgelöst und die Tiere in einem Primatenzentrum in Texas untergebracht.
Am Primate Research Institute der Universität von Kyōto wurden gleichfalls Tests mit mehreren Schimpansen durchgeführt, die vergleichbare Ergebnisse erbrachten: Die Schimpansin „Ayumu“ und fünf weitere Tiere können die auf einem Bildschirm beliebig angeordneten Zahlen von 1 bis 9 aufsteigend und in korrekter Reihenfolge mit dem Finger anzeigen, und eines der Tiere mit Namen „Ai“ kann dies von 0 bis 9.
Dieser Erfolg wurde allerdings erst nach jahrelangem Training erzielt. Ai hatte zunächst die Bedeutung der arabischen Ziffer 1 gelernt. Als dann auch die Ziffer 2 eingeführt wurde, stellte sich heraus, dass 2 zunächst von ihr im Sinne von mehr als 1 verwendet wurde. Nachdem sie die arabische Ziffer 2 sicher anwenden konnte, wurde die Ziffer 3 ins Trainingsprogramm aufgenommen: Auch die Zahl 3 wurde von dem Tier zunächst im Sinne von mehr als 2 benutzt. Jede einzelne Zahl bis hin zur 9 musste auf diese Weise in langen Trainingsphasen erlernt werden.
Dieses Lernverhalten ist vergleichbar mit dem etwa 30 Monate alter Menschenkinder. Fünfjährige Kinder hingegen verfügen bereits über ein hinreichend großes Abstraktionsvermögen, das es ihnen ermöglicht, selbst sehr große Zahlen kreativ zu benutzen, die außerhalb ihrer normalen Erfahrungswelt liegen.

## Biologische und soziale Grundlagen beim Menschen

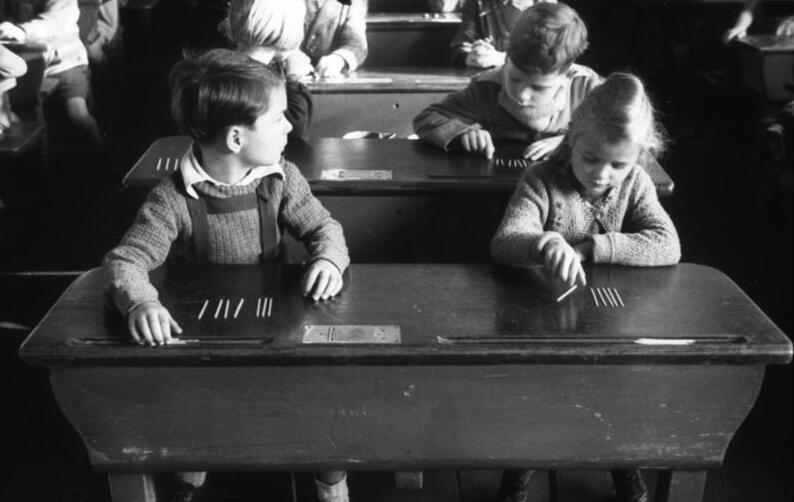
Rechenunterricht einer ersten Klasse (1949)

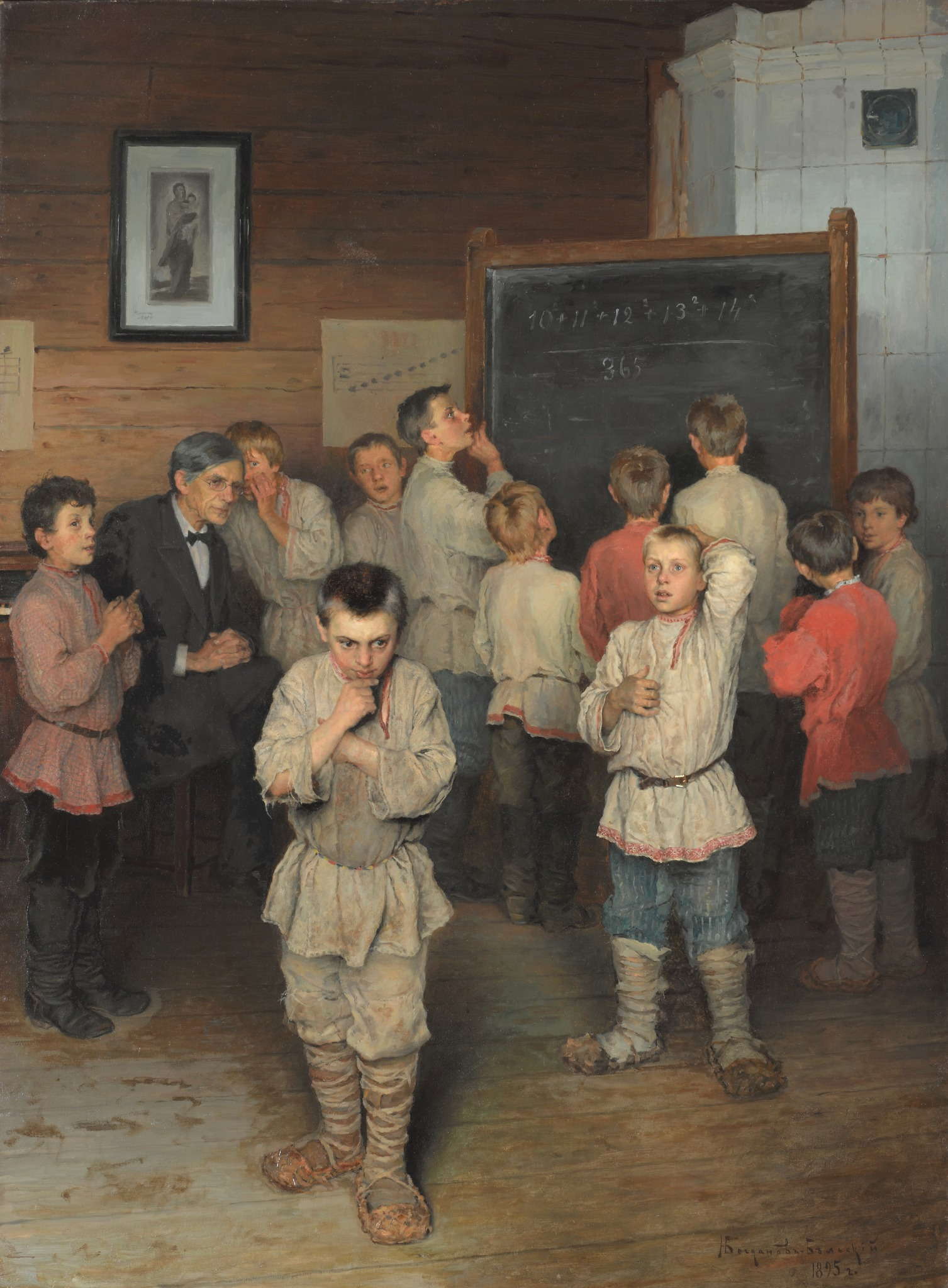
Bogdanow-Belski: Beim Kopfrechnen

Ob sich die Fähigkeit zum Unterscheiden von Quantitäten im Verlauf der Stammesgeschichte mehrfach unabhängig voneinander (also konvergent) entwickelte oder ob bereits die gemeinsamen Vorfahren von Bienen, Vögeln und Menschen hierzu in der Lage waren, ist unbekannt. Auch über das Zahlenverständnis oder gar die mathematischen Fähigkeiten der Vormenschen und der frühen, nicht-schriftlichen Kulturen ist nichts bekannt. Die ersten Nachweise beim Menschen sind der Ishango-Knochen sowie Aufzeichnungen der Sumerer und der alten Ägypter. Sie entwickelten unter anderem Systeme zum Umgang mit großen Zahlen, zum Beispiel für die Vorratswirtschaft.
Als gesichert gilt allerdings, dass die Fähigkeit zum Umgang mit Anzahlen und Zahlen auch beim Menschen auf bestimmten angeborenen Eigenschaften des Gehirns, und u. a. speziell des visuellen Cortex beruht. Sind die hierfür tätigen Bereiche des Gehirns zum Beispiel durch eine Verletzung gestört, kann dies zum Krankheitsbild der Dyskalkulie führen. US-Forscher wiesen einen Zusammenhang zwischen dem Abschätzen von Anzahlen und dem Lösen von Mathematik-Aufgaben bei 5- bis 14-jährigen Kindern nach. Zudem gibt es Hinweise auf den Einfluss der Erbanlagen.

### Studien an Säuglingen und Kleinkindern
Für ein angeborenes Erkennen von Quantitäten auch beim Menschen spricht eine Studie französischer Psychologen an 80 bis zu drei Tage alten Neugeborenen, die kleine von großen Mengen unterscheiden konnten. Von vergleichbaren Befunden berichteten US-amerikanischer Psychologen nach Experimenten mit 48 Kindern, die im Alter von sechs Monaten und erneut im Alter von 3½ Jahren getestet worden waren. Schon die Säuglinge richteten im Wahlversuch ihre Aufmerksamkeit eher auf einen Bildschirm, auf dem die Anzahl aufscheinender Punkte in jeweils unterschiedlicher Anordnung und zudem stetig wechselnd zwischen 10 und 20 lag als auf einen zweiten Bildschirm, auf dem stets genau 10 Punkte in wechselnder Anordnung aufschienen. Zudem zeigten jene Kinder, die im Alter von sechs Monaten besonders auffällig auf den erstgenannten Bildschirm blickten, auch im Alter von 3½ Jahren ein besonders gutes Unterscheidungsvermögen für unterschiedlich große Anzahlen. Für sechs Monate alte Säuglinge ist belegt, dass sie 1:2, jedoch nicht 2:3 Elemente unterscheiden können, 10 Monate alten Säuglingen gelingt es, 8:12 (also 2:3), nicht aber 8:10 (also 4:5) Elemente zu unterscheiden.
Vergleichbare Befunde berichteten französische Forscher in einer Studie. Bei 36 drei Monate alten Babys hatten sie die Hirnströme registriert, während den Babys Bilder auf einem Bildschirm dargeboten worden waren. Auf den Bildern waren abwechselnd unterschiedliche Gegenstände abgebildet, auf jedem einzelnen Bild aber jeweils die gleichen Gegenstände und in der Regel eine bestimmte Anzahl davon, also zum Beispiel vier Enten; gelegentlich wurde jedoch eine abweichende Anzahl projiziert. Nachweisbar war auf diese Weise, dass eine Abweichung von der üblichen Anzahl projizierter Gegenstände eine Veränderung der Aktivitäten in einer bestimmten Hirnregion zur Folge hatte, und zwar in einer anderen Region, als dies bei einer Veränderung der abgebildeten Gegenstände unter Beibehaltung von deren Anzahl der Fall war.
Dass die Wahrnehmung von unterschiedlich großen Quantitäten und die Fähigkeit zum Rechnen im Gehirn eng miteinander verbunden sind, legt eine weitere Studie an Säuglingen nahe. Sechs- bis neunmonatigen Babys hatten die Forscher der Ben-Gurion-Universität im Negev auf einem Bildschirm zunächst jeweils mehrfach die gleiche Anzahl von Puppen gezeigt (entweder eine Puppe oder zwei). Danach wurde ihnen jeweils eine Puppe zu viel beziehungsweise zu wenig gezeigt. Diese Abweichung führte dazu, dass die Säuglinge den Bildschirm etwa eine Sekunde länger fixierten als zuvor. Für die Forscher war das ein Hinweis darauf, dass die Säuglinge die unterschiedlichen Anzahlen wahrgenommen hatten. Solche Experimente hatte Michael Posner schon 15 Jahre zuvor mit gleichem Ergebnis durchgeführt, allerdings waren seine Deutungen immer wieder infrage gestellt worden. Daher hatte sein Team diesmal zusätzlich zur Beobachtung der Augen den Säuglingen ein spezielles Messsystem mit 128 Elektroden zur Aufzeichnung der Hirnströme angelegt. Wie die Forscher berichteten, wiesen die Hirnstrommessungen deutliche Parallelen zu Messungen des erwachsenen Gehirns beim Rechnen auf.
Auch eine Studie mit Vorschulkindern, die noch keinen Mathematikunterricht gehabt hatten, erbrachte 2011 Hinweise auf eine positive Korrelation zwischen dem korrekten Abschätzen von Anzahlen und weitergehenden mathematischen Fähigkeiten. 2022 wurde ferner bei Vorschulkindern ein Zusammenhang der Fähigkeit zum Zählen mit dem Entwickeln der Fähigkeit zum gerechten Teilen festgestellt. Zudem gibt das Krankheitsbild des Gerstmann-Syndroms Hinweise darauf, dass ein enger neuropsychologischer Zusammenhang zwischen Zahlenverständnis und Schwierigkeiten beim Benennen und Identifizieren der eigenen Finger besteht; möglicherweise begann das Zählen daher – stammesgeschichtlich betrachtet – unter Zuhilfenahme der Finger, was wiederum das verbreitete 10er-System erklären würde.

### Studien an Erwachsenen
Wenn Erwachsene – ohne zu zählen – die Anzahl von Objekten benennen soll, werden Anzahlen größer als 4 zunehmend fehlerhaft erkannt; erstmals wurde dies bereits 1871 in der Fachzeitschrift Nature berichtet. Diese Beobachtungen stehen in Einklang mit frühen schriftlichen Überlieferungen aus der alten griechischen Stadt Karystos sowie der Kreter, Hethiter, Phönizier und aus dem China der Yin-Dynastie, in denen nur die Anzahlen 1 bis 4 durch vertikale (Mittelmeerraum) beziehungsweise horizontale Striche (China) dargestellt, für die Anzahlen 5 und größer jedoch hiervon abweichende Zeichen benutzt wurden.
Stanislas Dehaene berichtete 2008 von Untersuchungen bei den Munduruku, einem indigenen Volk im brasilianischen Amazonas-Gebiet. Die Munduruku besuchen keine Schulen und kennen nur Worte für die Zahlen eins bis fünf; größere Quantitäten werden pauschal als „einige“ oder „viele“ bezeichnet. Dehaene bat seine Testpersonen, unterschiedlichen Anzahlen von Punkten – jeweils zwischen 1 und 10 Punkten, in einem zweiten Test zwischen 10 und 100 Punkten – eine Position auf einer Geraden zuzuweisen. Während europäische Testpersonen 5 beziehungsweise 50 Punkte recht genau in der Mitte der Geraden anordnen, wurden die 5 beziehungsweise 50 Punkte von den indigenen Testpersonen stets näher bei 10 beziehungsweise 100 angeordnet. Da eine vergleichbare „Stauchung“ größerer Anzahlen auch bei europäischen Kindern nachgewiesen wurde, schloss Dehaene aus seinen Befunden, dass die ursprüngliche intuitive Zuordnung der Quantitäten logarithmisch ist. Das Konzept der linearen Anordnung bezeichnete er als kulturelle Errungenschaft, die sich in Abwesenheit von formeller Ausbildung nicht entwickelt.
Auf kulturelle Einflüsse beim Erkennen und Benennen von großen Anzahlen wies auch eine Studie an Nutzern der nicaraguanischen Gebärdensprache hin. Bei Quantitäten größer als drei wurden diese Personen ungenau und zeigten beispielsweise neun Finger für die Anzahl „10“; Nutzer der American Sign Language wiesen solche Ungenauigkeiten hingegen in der Regel nicht auf. Beide Gruppen leben in einem sozialen Umfeld, in dem der Umgang mit großen Zahlen und Anzahlen üblich ist.

## Ein Sonderfall: die Venusfliegenfalle
Die Venusfliegenfalle kann registrieren, wie oft ein Insekt ihre Sinneshaare berührt. Eine einzelne Berührung löst den Fallen-Mechanismus nicht aus, sondern erst eine zweite Berührung. Bei fünf und mehr Berührungen aktiviert die Pflanze zusätzlich in ihren Drüsen die Gene für Verdauungsenzyme.

## Belege
1. ↑  Jamie D. Roitman, Elizabeth M. Brannon und Michael L. Platt: Monotonic Coding of Numerosity in Macaque Lateral Intraparietal Area. In: PLoS Bio. Band 5, Nr. 8, e208, 2017, doi:10.1371/journal.pbio.0050208.
2. ↑  „The ability to represent time and space and number is a precondition for having any experience whatsoever.“ So der Co-Direktor des Rutgers Center for Cognitive Science, Randy Gallistel, zitiert in: Ewen Callaway: Animals that count. In: New Scientist vom 20. Juni 2009, S. 37.
3. ↑  Klaus Hasemann, Hedwig Gasteiger: Anfangsunterricht Mathematik. 3. Auflage. Springer Spektrum, Berlin und Heidelberg 2014, S. 2, ISBN 978-3-642-39312-9.
4. ↑  Dimitri Usnadse: Zum Problem der Relationserfassung beim Tier. In: Archiv für die gesamte Psychologie. Band 60, 1927, S. 361–390.
5. ↑  Otto Frank: Die sogenannten denkenden Tiere. In: Deutsche Medizinische Wochenschrift. Band 40, Nr. 24, 1914, S. 1224–1226.
6. ↑  Dr. Wilhelm Neumann: Ueber den denkenden Hund Rolf von Mannheim. In: Münchner Medizinische Wochenschrift. Band 31, 1916, S. 1226 f. (eine detaillierte, kritische Analyse der angeblichen Denkleistungen von Rolf)
7. ↑  Stephan Meier-Oeser: Leibniz und dass Perpetuum mobile Orffyreanum. In: Michael Kempe: Der Philosoph im U-Boot. Praktische Wissenschaft und Technik im Kontext von Gottfried Wilhelm Leibniz. Gottfried Wilhelm Leibniz Bibliothek, Hannover 2015, S. 171–220 (hier: S. 195 und S. 213), ISBN 978-3-943922-09-7.
8. ↑  Zeitschrift für Tierpsychologie. Band 35, S. 449 ff.
9. ↑  Theodor Pintner: Einige Bemerkungen über die sogenannten denkenden Tiere. Vortrag vom 17. März 1915, Volltext (PDF).
10. ↑  Vom „sprechenden Hund Don“ ist im Phonogramm-Archiv des Ethnologischen Museums der Staatlichen Museen zu Berlin eine Tonaufnahme aus dem Jahr 1912 überliefert.
11. ↑  Karl Krall: Denkende Tiere. Beiträge zur Tierseelenkunde auf Grund eigener Versuche. Der kluge Hans und meine Pferde Muhamed und Zarif. Friedrich Engelmann, Leipzig 1912. Online auf archive.org
12. ↑  Claudia Uller, Jennifer Lewis: Horses (Equus caballus) select the greater of two quantities in small numerical contrasts. In: Animal Cognition. Band 12, Nr. 5, 2009, S. 733–738. doi:10.1007/s10071-009-0225-0.
13. ↑  Krista Macpherson und William A. Roberts: Can dogs count? In: Learning and Motivation. Band 44, Nr. 4, 2013, S. 241–251. doi:10.1016/j.lmot.2013.04.002.
14. ↑  Camille Ward und Barbara B. Smuts: Quantity-based judgments in the domestic dog (Canis lupus familiaris). In: Animal Cognition. Band 10, Nr. 1, 2007, S. 71–80, doi:10.1007/s10071-006-0042-7.
15. ↑  Roberto Bonanni et al.: Free-ranging dogs assess the quantity of opponents in intergroup conflicts. In: Animal Cognition. Band 14, Nr. 1, 2011, S. 103–115. doi:10.1007/s10071-010-0348-3
16. ↑  Ewelina Utrata et al.: Quantity discrimination in wolves (Canis lupus). In: Frontiers in Psychology. Online-Publikation vom 16. November 2012. doi:10.3389/fpsyg.2012.00505.
17. ↑  Friederike Range et al.: Difference in quantity discrimination in dogs and wolves. In: Frontiers in Psychology. Online-Publikation vom 18. November 2014. doi:10.3389/fpsyg.2014.01299.
 Viel oder wenig. Wölfe können Mengen besser unterscheiden als Hunde. Auf: idw-online vom 16. Dezember 2014.
18. ↑  Hans Joachim Gross: Eine vergessene Revolution. Die Geschichte vom klugen Pferd Hans. In: Biologie in unserer Zeit. Band 44, Nr. 4, 2014, S. 268–272, doi:10.1002/biuz.201410544.
19. ↑  Werner Fischel: Haben Vögel ein „Zahlengedächtnis“? In: Zeitschrift für vergleichende Physiologie. Band 4, Nr. 8, 1926, S. 345–369.
20. ↑  Otto Koehler. Vom Erlernen unbenannter Anzahlen bei Vögeln. In: Die Naturwissenschaften. Band 29, 1941, S. 201–218, doi:10.1007/BF01481755.
21. ↑  Otto Koehler: „Zähl“-Versuche an einem Kolkraben und Vergleichsversuche an Menschen. In: Zeitschrift für Tierpsychologie. Band 5, Nr. 3, 1943, S. 575–712, doi:10.1111/j.1439-0310.1943.tb00665.x; vergl. auch Stanislas Dehaene: Der Zahlensinn oder Warum wir rechnen können. Birkhäuser Verlag, Basel 1999, S. 28. – Ferner lernten Eichhörnchen, unter mehreren Deckeln mit gleicher Punktzahl den einzig anderen zu wählen.
22. ↑  Zeitschrift für Tierpsychologie. Band 35, S. 229 ff.
23. ↑  F. Mechner: Effects of deprivation upon counting and timing in rats. In: Journal of the Experimental Analysis of Behavior. Band 5, 1962, S. 463–466.
24. ↑  Dehaene, Zahlensinn, S. 29.
25. ↑  Russell M. Church und W. H. Meck: The numerical attribute of stimuli. In: H. L. Roitblat, T. G. Bever und H. S. Terrace (Hrsg.): Animal cognition. Erlbaum, Hillsdale, NJ, 1984, S. 445–464. 
 Vergleiche hierzu: Tuo Liang et al.: Disparate processing of numerosity and associated continuous magnitudes in rats. In: Science Advances. Band 10, Nr. 8, 2024, doi:10.1126/sciadv.adj2566.
26. ↑  Marie Dacke, Mandyam V. Srinivasan: Evidence for counting in insects. In: Animal Cognition. Band 11, Nummer 4, 2008, S. 1435–9448. doi:10.1007/s10071-008-0159-y.
27. ↑  Hans J. Gross, Mario Pahl, Aung Si, Hong Zhu, Jürgen Tautz und Shaowu Zhang (2009): Number-Based Visual Generalisation in the Honeybee. In: PLOS ONE. Band 4, Nr. 1: e4263. doi:10.1371/journal.pone.0004263.
28. ↑   Scarlett R. Howard: Numerical ordering of zero in honey bees. In: Science. Band 360, Nr. 6393, 2018, S. 1124–1126, doi:10.1126/science.aar4975.
 Bees understand the concept of zero. Auf: sciencemag.org vom 7. Juni 2018.
29. 1 2   Scarlett R. Howard et al.: Numerical cognition in honeybees enables addition and subtraction. In: Science Advances. Band 5, Nr. 2, Februar 2019, doi:10.1126/sciadv.aav0961.
30. 1 2   Vera Schluessel et al.: Cichlids and stingrays can add and subtract ‘one’ in the number space from one to five. In: Scientific Reports. Band 12, Artikel Nr. 3894, März 2022, doi:10.1038/s41598-022-07552-2.
 Animal behavior: Zebra mbuna fish and stingrays can add and subtract. Auf: eurekalert.org vom 31. März 2022.
31. ↑  Ximena J. Nelson und Robert R. Jackson: The role of numerical competence in a specialized predatory strategy of an araneophagic spider. In: Animal Cognition. Band 15, 2012, S. 699–710, doi:10.1007/s10071-012-0498-6, Volltext
32. ↑  Christian Agrillo et al.: Do fish count? Spontaneous discrimination of quantity in female mosquitofish. In: Animal Cognition. Band 11, Nr. 3, 2008, S. 495–503, doi:10.1007/s10071-008-0140-9.
33. ↑  Christian Agrillo et al.: Quantity discrimination in female mosquitofish. In: Animal Cognition. Band 10, Nr. 1, 2007, S. 63–70, doi:10.1007/s10071-006-0036-5.
34. ↑  Christian Agrillo et al.: Use of Number by Fish. In: PLoS ONE. Band 4, Nr. 3: e4786, 10. März 2009, doi:10.1371/journal.pone.0004786.
35. ↑  Studie zeigt: Fische können rechnen. Auf: idw-online.de vom 1. April 2022.
36. ↑  Kina Hayashi, Noah J. M. Locke und Vincent Laudet: Counting Nemo: anemonefish Amphiprion ocellaris identify species by number of white bars. In: Journal of Experimental Biology. Band 227, Nr. 2, 2024, jeb246357, doi:10.1242/jeb.246357.
 Clown anemonefish seem to be counting bars and laying down the law. Auf: eurekalert.org vom 1. Februar 2024.
37. ↑  Claudia Uller et al.: Salamanders (Plethodon cinereus) go for more: rudiments of number in an amphibian. In: Animal Cognition. Band 6, Ausgabe 2, Juni 2003, S. 105–112, doi:10.1007/s10071-003-0167-x; Volltext (Memento vom 29. September 2007 im Internet Archive), (PDF; 165 kB).
38. ↑   Diana A. Liao, Katharina F. Brecht, Lena Veit und Andreas Nieder: Crows “count” the number of self-generated vocalizations. In: Science. Band 384, Nr. 6698, 2024, S. 874–877, doi:10.1126/science.adl0984. 
 Krähen können die Zahl ihrer Rufe gezielt planen. Auf: idw-online.de vom 23. Mai 2024.
39. ↑   Helen M. Ditz, Andreas Nieder: Numerosity representations in crows obey the Weber–Fechner law. In: Proceedings of the Royal Society B. Band 283, Nr. 1827, 2016, doi:10.1098/rspb.2016.0083.
40. ↑  Rosa Rugani et al.: Arithmetic in newborn chicks. In: Proceedings of the Royal Society B. Band 276, 2009, S. 2451–2460, doi:10.1098/rspb.2009.0044.
41. ↑  William A. Roberts: How do pigeons represent numbers? Studies of number scale bisection. In: Behavioural Processes. Band 69, Nr. 1, 2005, S. 33–43.
William A. Roberts: Evidence that pigeons represent both time and number on a logarithmic scale. In: Behavioural Processes. Band 72, Nr. 3, 2006, S. 207–214, doi:10.1016/j.beproc.2006.03.002.
42. ↑  Damian Scarf, Harlene Hayne, Michael Colombo: Pigeons on Par with Primates in Numerical Competence. In: Science. Band 334, Nr. 6063, 2011, S. 1664, doi:10.1126/science.1213357.
43. ↑  Simon Hunt, Jason Low, K. C. Burns: Adaptive numerical competency in a food-hoarding songbird. In: Proceedings of the Royal Society B. Band 275, Nr. 1649, 2008, S. 2373–2379, doi:10.1098/rspb.2008.0702.
44. ↑  Süddeutsche Zeitung. Nr. 210 vom 12. September 2007, S. 18.
45. ↑  Marcus Anhäuser: Ehrenrettung fürs Spatzenhirn. (Memento vom 17. Januar 2017 im Internet Archive). Im Original publiziert auf Süddeutsche Zeitung, Wissen vom 8. Februar 2005, S. 9.
46. ↑  Alex: 1976–2007. Auf der Website der Alex Foundation, zuletzt abgerufen am 1. Juni 2022.
47. ↑  Gardner: No average bird. (Memento vom 3. September 2006 im Internet Archive) Im Original publiziert auf Brandeis News vom 5. Juli 2005.
48. ↑  Tas I. F. Vámos, Maria C. Tello-Ramos, T. Andrew Hurly und Susan D. Healy: Numerical ordinality in a wild nectarivore. In: Proceedings of the Royal Society B. Band 287, Nr. 1930, 2020, doi:10.1098/rspb.2020.1269.
Hummingbirds can count their way to food. Auf: sciencemag.org vom 7. Juli 2020.
49. ↑  Stanislas Dehaene: Der Zahlensinn oder Warum wir rechnen können. Birkhäuser Verlag, Basel 1999, ISBN 978-3-0348-7826-5.
50. ↑  Jennifer Vonk, Michael J. Beran: Bears ‚count‘ too: quantity estimation and comparison in black bears, Ursus americanus. In: Animal Behaviour. Band 84, Nr. 1, 2012, S. 231–238, PMC 3398692 (freier Volltext), doi:10.1016/j.anbehav.2012.05.001.
51. ↑  Naoko Irie, Mariko Hiraiwa-Hasegawa und Nobuyuki Kutsukake: Unique numerical competence of Asian elephants on the relative numerosity judgment task. In: Journal of Ethology. Online-Publikation vom 22. Oktober 2018, doi:10.1007/s10164-018-0563-y 
 Asian elephants could be the maths kings of the jungle. Auf: eurekalert.org vom 22. Oktober 2018
52. ↑  Naoko Irie-Sugimoto, Tessei Kobayashi, Takao Sato und Toshikazu Hasegawa: Relative quantity judgment by Asian elephants (Elephas maximus). In: Animal Cognition: Band 12, Nr. 1, 2009, S. 193–199, doi:10.1007/s10071-008-0185-9
53. ↑  Joshua M. Plotnik et al.: Elephants have a nose for quantity. In: PNAS. Online-Veröffentlichung vom 3. Juni 2019, doi:10.1073/pnas.1818284116
 Watch an elephant ‘count’ simply by using its sense of smell. Auf: sciencemag.org vom 3. Juni 2019
54. ↑  Elizabeth M. Brannon, Herbert S. Terrace: Ordering of the Numerosities 1 to 9 by Monkeys. In: Science. Band 282, Nr. 5389, 23. Oktober 1998, S. 746–749, doi:10.1126/science.282.5389.746.
55. ↑  Allison M. Barnard et al.: Inherently analog quantity representations in olive baboons (Papio anubis). In: Frontiers in Psychology. Band 4, Nr. 253, 2. Mai 2013, doi:10.3389/fpsyg.2013.00253.
56. ↑  Andreas Nieder, David J. Freedman und Earl K. Miller: Representation of the quantity of visual items in the primate prefrontal cortex. In: Science. Band 297, Nr. 5587, 6. September 2002, S. 1708–1711, doi:10.1126/science.1072493.
57. ↑  Pressemitteilung der Arbeitsgemeinschaft der Wissenschaftlichen Medizinischen Fachgesellschaften vom 10. Juli 2006 aus Anlass eines Vortrags von Andreas Nieder auf dem Forum 2006 der Federation of European Neuroscience Societies (FENS) in Wien.
58. ↑  Sylvia Bongard, Andreas Nieder: Basic mathematical rules are encoded by primate prefrontal cortex neurons. In: PNAS. Band 107, Nr. 5, 2. Februar 2010, S. 2277–2282, doi:10.1073/pnas.0909180107.
59. ↑  Jessica F. Cantlon, Elizabeth M. Brannon: Basic Math in Monkeys and College Students. In: PLoS Biol. Band 5, Nr. 12: e328, 18. Dezember 2007, doi:10.1371/journal.pbio.0050328.
60. ↑  Guy Woodruff, David Premack: Primative mathematical concepts in the chimpanzee: proportionality and numerosity. In: Nature. Band 293, 15. Oktober 1981, S. 568–570, doi:10.1038/293568a0.
61. ↑  Dehaene: Zahlensinn. S. 50.
62. ↑   Ohio State to close its Primate Center, retire its Chimpanzees. (Memento vom 31. Dezember 2006 im Internet Archive) Im Original publiziert von der Ohio State University am 21. Februar 2006.
63. ↑  Webseite der Schimpansin „Ai“ in Kyoto, zuletzt abgerufen am 1. Juni 2022.
64. ↑  Ewen Callaway: Animals that count. In: New Scientist. 20. Juni 2009, S. 39.
65. ↑  Ewen Callaway: Animals that count: How numeracy evolved. Videobeitrag, am 17. Juni 2009 publiziert auf newsscientist.com, zuletzt abgerufen am 1. Juni 2022.
66. ↑  Elliot Collins et al.: Numerosity representation is encoded in human subcortex. In: PNAS. Band 114, Nr. 14, 2017, E2806-E2815, doi:10.1073/pnas.1613982114.
67. ↑  Esther F. Kutter et al.: Neuronal codes for arithmetic rule processing in the human brain. In: Current Biology. Band 32, Nr. 6, 2022, S. 1275–1284.E4, doi:10.1016/j.cub.2022.01.054.
 „Mathe-Neurone“ im Gehirn identifiziert. Auf: idw-online.de vom 14. Februar 2022.
 Benjy Barnett et al.: Symbolic and non-symbolic representations of numerical zero in the human brain. In: Current Biology. Band 34, Nr. 16, 2024, S. 3804–3811.E4, doi:10.1016/j.cub.2024.06.079.
68. ↑  Amandine Van Rinsveld et al.: The neural signature of numerosity by separating numerical and continuous magnitude extraction in visual cortex with frequency-tagged EEG. In: PNAS. Band 117, Nr. 11, 2020, S. 5726–5732, doi:10.1073/pnas.1917849117.
69. ↑  Justin Halberda, Michèle M. M. Mazzocco, Lisa Feigenson: Individual differences in non-verbal number acuity correlate with maths achievement. In: Nature. Band 455, 2. Oktober 2008, S. 665–668, doi:10.1038/nature07246.
70. ↑  Michael A. Skeide et al.: Neurobiological origins of individual differences in mathematical ability. In: PLoS Biology. Band 18, Nr. 10, 2020, e3000871, doi:10.1371/journal.pbio.3000871.
How genetic variation gives rise to differences in mathematical ability. Auf: eurekalert.org vom 22. Oktober 2020.
71. ↑   Maria Dolores de Hevia, Ludovica Veggiotti, Arlette Streri und Cory D. Bonn: At Birth, Humans Associate „Few“ with Left and „Many“ with Right. In: Current Biology. Band 27, Nr. 24, 2017, S. 3879–3884.e2, doi:10.1016/j.cub.2017.11.024. 
 Newborn babies know their numbers. Auf: sciencemag.org vom 7. Dezember 2017
72. ↑  Ariel Starr et al.: Number sense in infancy predicts mathematical abilities in childhood. In: PNAS. Band 110, Nr. 45, 2013, S. 18116–18120, doi:10.1073/pnas.1302751110.
73. ↑  Fei Xu und Rosa I. Arriaga: Number discrimination in 10-month-old infants. In: The British Journal of Developmental Psychology. Band 25, Nr. 1, 2007, S. 103–108, doi:10.1348/026151005X90704.
74. ↑  Véronique Izard, Ghislaine Dehaene-Lambertz, Stanislas Dehaene: Distinct Cerebral Pathways for Object Identity and Number in Human Infants. In: PLoS Biology. Bd. 6, Nr. 2, e11, doi:10.1371/journal.pbio.0060011.
75. 1 2  Andrea Berger, Gabriel Tzur, Michael I. Posner: Infant brains detect arithmetic errors. In: PNAS. Bd. 103, 2006, S. 12649–12653, doi:10.1073/pnas.0605350103.
76. ↑  ähnlich: Jinjing (Jenny) Wang und Lisa Feigenson: Infants recognize counting as numerically relevant. In: Developmental Science. Band 22, Nr. 6, 2019, e12805, doi:10.1111/desc.12805.
 Babies understand counting years earlier than believed. Auf: eurekalert.org vom 24. Oktober 2019.
77. ↑  Melissa E. Libertus et al.: Preschool acuity of the approximate number system correlates with school math ability. In: Developmental Science. Bd. 14, Nr. 6, 2011, S. 1292–1300, doi:10.1111/j.1467-7687.2011.01080.x.
78. ↑  Nadia Chernyak, Paul L. Harris, Sara Cordes: A counting intervention promotes fair sharing in preschoolers. In: Child Development. Band 93, Nr. 5, 2022, S. 1365–1379, doi:10.1111/cdev.13775.
 Study shows sharing behavior among young children may be related to their counting skills. Auf: eurekalert.org vom 27. April 2022.
79. 1 2  Alfredo Ardila: On the evolution of calculation abilities. In: Frontiers in Evolutionary Neuroscience. 23. Juni 2010, doi:10.3389/fnevo.2010.00007.
80. ↑  Hans J. Gross: Give me 5… The invention of number five in ancient civilizations. A consequence of our limited inborn numerical competence. In: Communicative & Integrative Biology. Bd. 4, Nr. 1, 2011, S. 62–63, doi:10.4161/cib.4.1.13762, Volltext (PDF; 289 kB) (Memento vom 27. Februar 2013 im Internet Archive).
81. ↑  W. Stanley Jevons: The Power of Numerical Discrimination. In: Nature. Band 3, Nr. 67, 1871, S. 281–282, doi:10.1038/003281a0, Volltext. (Memento vom 7. August 2013 im Internet Archive).
82. ↑  Georges Ifrah: Universalgeschichte der Zahlen. Campus Verlag, Frankfurt am Main 1986, S. 391–392, ISBN 3-88059-956-4.
83. ↑  Stanislas Dehaene et al.: Log or Linear? Distinct Intuitions of the Number Scale in Western and Amazonian Indigene Cultures. In: Science. Bd. 320, Nr. 5880, 2008, S. 1217–1220, doi:10.1126/science.1156540.
84. ↑  wörtlich: „This indicates that the mapping of numbers onto space is a universal intuition and that this initial intuition of number is logarithmic. The concept of a linear number line appears to be a cultural invention that fails to develop in the absence of formal education.“
85. ↑  Elizabet Spaepen et al.: Number without a language model. In: PNAS. Bd. 108, Nr. 8, 2011, S. 3163–3168, doi:10.1073/pnas.1015975108.
86. ↑  Jennifer Böhm et al.: The Venus Flytrap Dionaea muscipula Counts Prey-Induced Action Potentials to Induce Sodium Uptake. In: Current Biology. Bd. 26, Nr. 3, 2016, S. 286–295, doi:10.1016/j.cub.2015.11.057.
 Pflanzen können rechnen. Auf: idw-online vom 22. Januar 2016.
87. ↑  Hiraku Suda et al: Calcium dynamics during trap closure visualized in transgenic Venus flytrap. In: Nature Plants. Online-Veröffentlichung vom 5. Oktober 2020, doi:10.1038/s41477-020-00773-1.
 Wie die Venus-Fliegenfalle zählt. Auf: idw-online vom 5. Oktober 2020.